# Pustelnik na modlitwie (obraz Balthasara Bescheya)

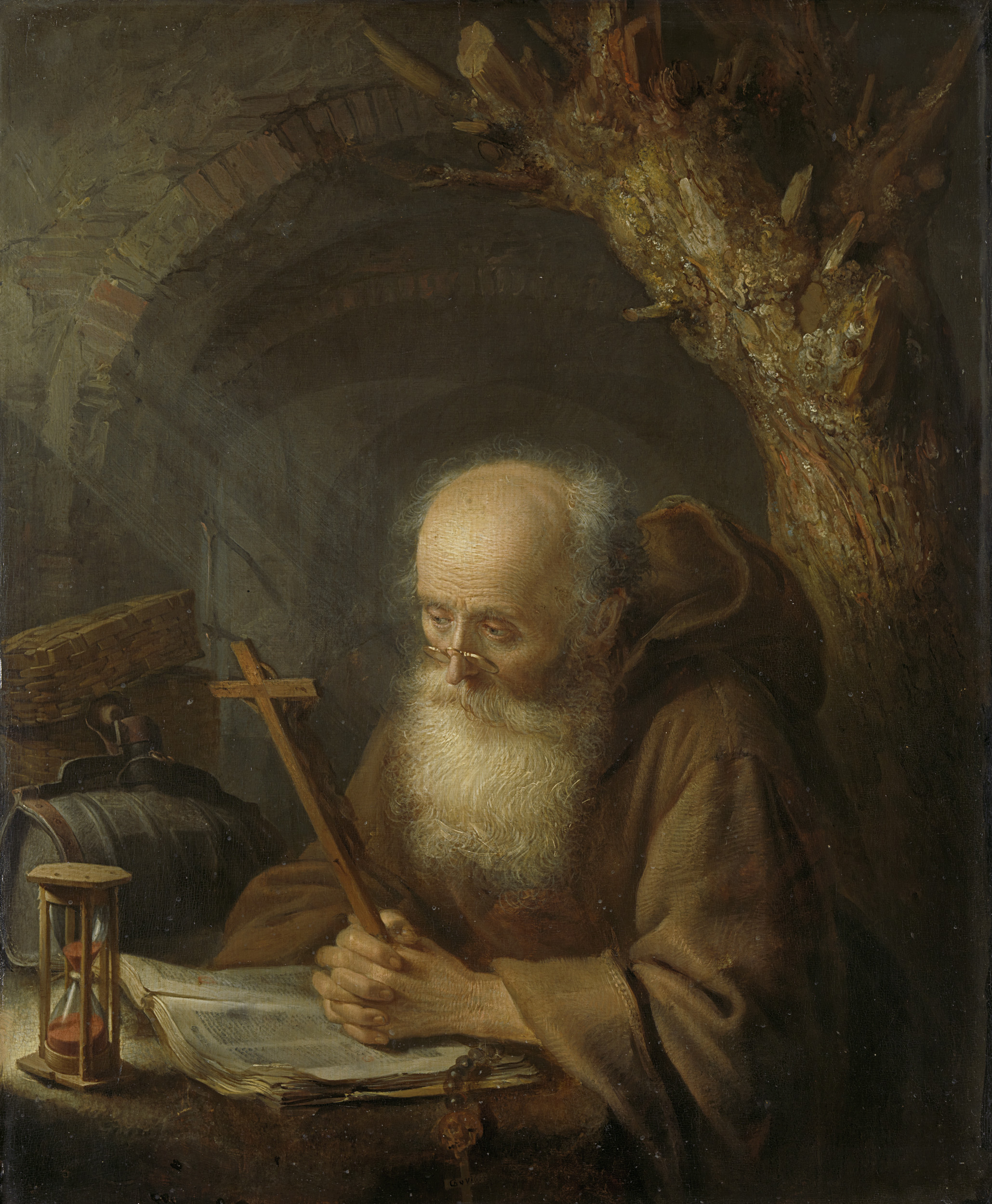
Obraz Pustelnik Gerrita Dou z 1664 będący inspiracją dla Pustelnika na modlitwie Balthasara Bescheya

Pustelnik na modlitwie (niderl. Biddende heremiet) – obraz olejny namalowany przez flamandzkiego malarza Balthasara Bescheya (1708–1776) w XVIII wieku, znajdujący się w zbiorach Muzeum Narodowego w Warszawie. Namalowane na desce dębowej dzieło Bescheya bazuje na obrazie Pustelnik autorstwa holenderskiego malarza Gerrita Dou z 1664, znajdującym się w zbiorach Rijksmuseum w Amsterdamie. 

## Opis
Scena przedstawiona na obrazie odbywa się na tle potrójnej arkady sklepionego wejścia do pustelni. Ubrany w brązowy habit z kapturem i sandały stary pustelnik z długą siwą brodą i łysiną oraz okularami zsuniętymi na czubek nosa, klęczy wsparty na kamieniu w kształcie stołu, na którym rozłożony jest brewiarz z widocznym słowem oremus. Na księdze liturgicznej leży różaniec, a przed księgą stoi klepsydra. Pustelnik wpatrzony w krucyfiks, który trzyma w splecionych dłoniach, kontempluje słowa modlitwy w głębokim skupieniu.
Po lewej stronie płótna przy drzwiach znajduje się pień starego drzewa z poobcinanymi konarami, natomiast po prawej stronie na drugim planie widoczna jest beczka i wiklinowe kobiałki. Bardzo malowniczo na pierwszym planie prezentuje się martwa natura, składająca się z główek kapusty, korzeni pietruszki i marchwi leżących na ziemi oraz porów, cebul i marchwi w plecionym koszu. 
Różnice na obrazie Balthasara Bescheya w stosunku do pierwowzoru namalowanego przez Gerrita Dou to powiększenie postaci pustelnika, dodanie martwej natury na pierwszym planie i odwrócenie kompozycji za pośrednictwem miedziorytu (ryciny).